# Брњица (Живинице)
Брњица је насељено мјесто у граду Живинице, Босна и Херцеговина.

## Историја
Насеље Брњица је настало 1981. спајањем насеља Брњица Доња и Брњица Горња. Насеље Брњица Доња је до 1955. имала назив Брњица Муслиманска, а Брњица Горња је имала назив Брњица Српска.

## Становништво
|             | 2013.        | 1991.         |
| Укупно      | 390 (100,0%) | 837 (100,0%)  |
| Бошњаци     | 385 (98,72%) | 501 (59,86%)1 |
| Босанци     | 5 (1,282%)   | –             |
| Срби        | –            | 329 (39,31%)  |
| Југословени | –            | 4 (0,478%)    |
| Остали      | –            | 2 (0,239%)    |
| Хрвати      | –            | 1 (0,119%)    |

1. 1 На пописима од 1971. до 1991. Бошњаци су пописивани углавном као Муслимани.